# Лэндис, Джон
Джон Лэндис (англ. John David Landis, род. 3 августа 1950) — американский кинорежиссёр, сценарист, актёр и продюсер, известный своими комедиями, фильмами ужасов, а также музыкальными видеоклипами с участием певца Майкла Джексона. Самые известные работы включают в себя картины «Братья Блюз» (1980), «Американский оборотень в Лондоне» (1981), «Поменяться местами» (1983), «Сумеречная зона» (1983) (в соавторстве со Стивеном Спилбергом), «Три амиго» (1986), «Поездка в Америку» (1988), «Оскар» (1991) (с Сильвестром Сталлоне), а также музыкальные видеоклипы на песни Майкла Джексона «Thriller» (1983) и «Black or White» (1991), получившие несколько наград.

## Биография
Джон Лэндис родился в еврейской семье в Чикаго, штат Иллинойс, сын Ширли Левин (урождённая Магазинер) и Маршалла Дэвида Лэндиса. Отец был декоратором. Семья переехала в Лос-Анджелес, когда Лэндису было всего четыре месяца.
Карьера Лэндиса началась в подростковом возрасте в кинокомпании 20th Century Fox, где он работал посыльным. Его первая должность в Голливуде — ассистент режиссёра на съёмках фильма «Герои Келли» в Югославии в 1969 году. Он заменил помощника режиссёра, который страдал от нервного срыва и был отправлен домой. Во время съёмок он познакомился с актёрами Доном Риклесом и Дональдом Сазерлендом, которые впоследствии играли в его фильмах. После этого Лэндис работал во многих фильмах, сделанных в Европе (особенно в Италии и Англии), в первую очередь, «Однажды на Диком Западе», «Эль Кондор» и «Город под названием „Bastard“». Лэндис также работал в качестве дублера.
По возвращении в Голливуд, Лэндис за 60 тысяч долларов, занятых у родителей и друзей, снял пародийный фильм ужасов «Хлам» («Банановый монстр») (1971, выпущен в 1973). Успеха эта лента, где играли, в основном, сам Лэндис и его друзья, не снискала.
«Солянка по-кентуккийски», снятая спустя 6 лет на основании популярного скетч-шоу братьев Цукер и Дж. Абрахамса по их же сценарию, принесла Лэндису финансовый успех, собрав при бюджете в 600 тысяч долларов, только в национальном прокате 15 миллионов. В лидеры же новой американской комедии Лэндис выбился после выпуска через год успешного молодёжного «Зверинца». «Зверинец» стал культовой лентой в молодёжной среде, до сих пор оставаясь одной из самых финансово успешных комедий Голливуда. Впоследствии он был внесен в «Национальные реестр американских фильмов», как картина, оказавшее большое культурное и социальное влияние.
Лэндиса называют стихийным голливудским постмодернистом, который увлеченно анатомирует широко известные кинофабулы — «приключения бродячих музыкантов» («Братья Блюз», 1980), фильмы ужасов («Американский оборотень в Лондоне», 1981; видеоклип «Michael Jackson’s Thriller», 1983), комедию нравов («Поменяться местами», 1983), бондиану («Шпионы как мы», 1985), вестерны («Три амигос!», 1986). Все эти фильмы имели большой успех и снимались с участием крупнейших комиков той поры.
Постмодернистская игровая стихия его работ хорошо просматривается в ленте «В ночи» (1985), в которой режиссёр переосмысливает и раскручивает поджанр «триллер о похищении бриллиантов», смешивая его с классическим нуаром. При том, что этот фильм снят по знакомой формуле «яппи в опасности».
Кассовая комедия «Поездка в Америку» (1988) с Эдди Мерфи в главной роли имела феноменальный успех, но вместе с тем, свидетельствовала о том, что с возрастом Лэндис стал постепенно утрачивать тягу к эксперименту, тяготея к более традиционным комедийным формам и даже к семейному кино. Но с тех пор коммерческий успех изменил режиссёру, в результате он был вынужден браться за съемку ремейков («Оскар», 1991), продолжений чужих («Полицейский из Беверли-Хиллз III», 1994) и своих фильмов («Братья Блюз 2000», 1998).
Последней его режиссёрской работой является чёрная комедия «Руки-ноги за любовь», также не снискавшая кассового успеха и похвал критиков, несмотря на участие популярного британского комика Саймона Пегга.
Сын Джона Лэндиса, Макс (род. 1985), также является сценаристом и режиссёром. Он награждён премией Федерико Феллини на кинофестивале Римини в Италии.

## Фильмография

### Актёр

#### Кинематограф
| Год  | Фильм                                  | Актёр               | Примечания                |
| ---- | -------------------------------------- | ------------------- | ------------------------- |
| 1966 | Хороший, плохой, злой                  |                     | Каскадёр                  |
| 1968 | Атака легкой кавалерии                 |                     | Каскадёр                  |
| 1968 | Однажды на Диком Западе                |                     | Каскадёр                  |
| 1969 | Ограбление по-итальянски               |                     | Каскадёр                  |
| 1970 | Герои Келли                            | Сестра Роза         | Также ассистент режиссёра |
| 1971 | Красное солнце                         | Хичман              |                           |
| 1972 | Земля Чато                             |                     | Каскадёр                  |
| 1973 | Меня зовут Никто                       |                     | Каскадёр                  |
| 1973 | Битва за планету обезьян               | Друг Джейка         |                           |
| 1973 | Банановый монстр                       | Банановый монстр    |                           |
| 1974 | Ад в поднебесье                        |                     | Каскадёр                  |
| 1975 | Смертельные гонки 2000                 | Механик             |                           |
| 1977 | Солянка по-кентуккийски                | Телетехник          |                           |
| 1979 | Маппеты                                | Грувер              | Кукловод                  |
| 1979 | 1941                                   | Мизрани             |                           |
| 1980 | Братья Блюз                            | Трупер Ла Фонг      |                           |
| 1981 | Американский оборотень в Лондоне       | Выпавший из окна    | Также каскадёр            |
| 1982 | Поедая Рауля                           | Посетитель банка    |                           |
| 1983 | Поменяться местами                     | Мужчина с портфелем |                           |
| 1984 | Маппеты на Манхэттене                  | Леонард Уинсоп      |                           |
| 1985 | В ночи                                 | Сэвак               |                           |
| 1990 | Спонтанное возгорание                  | Радиотехник         |                           |
| 1990 | Человек тьмы                           | Врач                |                           |
| 1992 | Лунатики                               | Лаборант-техник     |                           |
| 1992 | Химия тела 2: Голос незнакомца         | Доктор Эдвардс      |                           |
| 1992 | Венеция / Венеция                      | Камео               |                           |
| 1994 | Молчание ветчины                       | Агент ФБР           |                           |
| 1996 | Вампирелла                             | Бьёрд               |                           |
| 1997 | Законы обмана                          | Джудл Тревино       |                           |
| 1997 | Безумный город                         | Доктор              |                           |
| 1999 | Бриллианты                             | Гэмблер             |                           |
| 1999 | Шоссе 2: Признания трюкачки            | Джудл               |                           |
| 2004 | Выживщий Иден                          | Доктор Левайн       |                           |
| 2004 | Человек-паук 2                         | Доктор              |                           |
| 2005 | Гильотина                              | Друг отца Максима   |                           |
| 2005 | Торренте 3: Защитник                   | Посол Ирана         |                           |
| 2007 | Наблюдение                             | Злой режиссёр       |                           |
| 2008 | Парасомния                             | Менеджер магазина   |                           |
| 2009 | Сценарии                               | Джуд Джонстон       |                           |
| 2012 | Нападение пятидесятифутовой чирлидерши | Профессор           |                           |
| 2015 | Город монстров                         | Джебедиан Рекс      |                           |
| 2018 | Мир принадлежит тебе                   | Мужчина             |                           |
| 2019 | Я ненавижу детей                       | Физик № 4           |                           |

#### Телевидение
| Год     | Фильм                               | Актёр                       | Примечания                          |
| ------- | ----------------------------------- | --------------------------- | ----------------------------------- |
| 1974    | Человек на шесть миллионов долларов | Майкл                       | Эпизод: «Пал-мир Эскорт»            |
| 1990    | Психо 4: В начале                   | Майк Калвеццо               | Телефильм                           |
| 1991-94 | Как в кино                          | Херб                        | 2 эпизода                           |
| 1994    | Противостояние                      | Расс Дор                    | Эпизод: «Стоять»                    |
| 1997    | Автострада                          | Медбрат                     | Телефильмы                          |
| 2010    | Гетто                               | Глава консультантов (голос) | Эпизод: «Встреча с военным трофеем» |
| 2011    | Психовилль                          | Режиссёр                    | Эпизод: «Званный ужин»              |
| 2012    | Холлистон                           | Камео                       | 2 эпизода                           |
| 2013    | Взрывной Вегас                      | Продавец # 1                | Телефильм                           |
| 2018    | Навстречу тьме                      | Мужчина в ванной            | Эпизод: «Тело»                      |

### За кадром

#### Кинематограф
| Год  | Фильм                            | Режиссёр | Продюсер       | Сценарист | Примечания                                         |
| ---- | -------------------------------- | -------- | -------------- | --------- | -------------------------------------------------- |
| 1973 | Банановый монстр                 | Да       |                | Да        |                                                    |
| 1977 | Солянка по-кентуккийски          | Да       |                |           |                                                    |
| 1978 | Зверинец                         | Да       |                |           |                                                    |
| 1980 | Братья Блюз                      | Да       |                | Да        |                                                    |
| 1981 | Американский оборотень в Лондоне | Да       |                | Да        |                                                    |
| 1982 | Скоро в кино                     | Да       | Да             | Да        | Документальный                                     |
| 1983 | Поменяться местами               | Да       |                |           |                                                    |
| 1983 | Сумеречная зона                  | Да       | Да             | Да        | Режиссёр и сценарист пролога и сегмента «Тайм аут» |
| 1983 | Создание «Триллера»              |          | Да             |           | Документальный                                     |
| 1985 | В ночи                           | Да       |                |           |                                                    |
| 1985 | Шпионы как мы                    | Да       |                |           |                                                    |
| 1985 | Улика                            |          | Исполнительный | Сюжет     |                                                    |
| 1986 | Три амиго                        | Да       |                |           |                                                    |
| 1987 | Амазонки на Луне                 | Да       | Исполнительный |           | Режиссёр 5-ти сегментов                            |
| 1988 | Поездка в Америку                | Да       |                |           |                                                    |
| 1991 | Оскар                            | Да       |                |           |                                                    |
| 1992 | Кровь невинных                   | Да       |                |           |                                                    |
| 1994 | Полицейский из Беверли-Хиллз 3   | Да       |                |           |                                                    |
| 1996 | Семейка придурков                | Да       |                |           |                                                    |
| 1998 | Братья Блюз 2000                 | Да       | Да             | Да        | Также исполнительный музыкальный продюсер          |
| 1998 | Затерянный мир                   |          | Исполнительный |           |                                                    |
| 1998 | Коварный план Сьюзан             | Да       | Да             | Да        |                                                    |
| 2010 | Руки-ноги за любовь              | Да       |                |           |                                                    |
| 2011 | Парень, который убивает людей    |          | Исполнительный |           |                                                    |
| 2015 | Последнее убийство               |          | Исполнительный |           | Короткометражный                                   |
| 2019 | Я ненавижу детей                 |          | Исполнительный |           |                                                    |
| TBA  | Американский оборотень в Лондоне |          | Исполнительный |           | Ремейк                                             |

#### Телевидение и интернет
| Год     | Фильм                                   | Режиссёр | Продюсер       | Сценарист | Примечания                                                                                           |
| ------- | --------------------------------------- | -------- | -------------- | --------- | --- |
| 1976    | Холмс и Йо-Йо                           |          |                | Сюжет     | Эпизод: «Главный свидетель»                                                                          |
| 1985    | Празднование 30-летия Диснейленда       | Да       |                |           | Документальный телефильм                                                                             |
| 1985    | Комедийный вечер Джорджа Бёрнса         | Да       |                |           | Эпизод: «Катастрофа в Базз-Крике»                                                                    |
| 1986-90 | Диснейленд                              | Да       | Исполнительный |           | Режиссёр (Эпизод: «Празднование 35-летия Диснейленда») Исполнительный продюсер (Эпизод: «Фаззбакет») |
| 1990-96 | Как в кино                              | Да       | Исполнительный |           | Режиссёр (17 эпизодов) Исполнительный продюсер (120 эпизодов)                                        |
| 1994-98 | Чудеса науки                            |          | Исполнительный |           | 88 эпизодов                                                                                          |
| 1995    | Семейка Монстер                         |          | Исполнительный |           | Телефильм                                                                                            |
| 1995-97 | Скользящие                              |          | Исполнительный |           | Исполнительный продюсер (9 эпизодов) Исполнительный консультант (38 эпизодов)                        |
| 1996    | Кампус копов                            | Да       | Исполнительный |           | Режиссёр (2 эпизода) Исполнительный продюсер (16 эпизодов)                                           |
| 1996    | Маленькое и ужасное Рождество Мюнстеров |          | Исполнительный |           | Телефильм                                                                                            |
| 1997-99 | Дорогая, я уменьшил детей               | Да       | Исполнительный |           | Режиссёр (Эпизод: «Дорогая, назови эту мелодию») Исполнительный продюсер (10 эпизодов)               |
| 1999-01 | Затерянный мир                          |          | Исполнительный |           | 44 эпизода                                                                                           |
| 2002    | Хроники Кроненберга                     | Да       | Исполнительный |           | Телефильм                                                                                            |
| 2004    | Cлэшер                                  | Да       |                |           | Документальный телефильм                                                                             |
| 2005-06 | Мастера ужасов                          | Да       |                | Да        | Режиссёр и сценарист (Эпизод: «Женщина-олень») Режиссёр (Эпизод: «Семья»)                            |
| 2006    | Величайщий эксперимент из скетчей       | Да       |                |           | Веб-короткометражка                                                                                  |
| 2007    | Мистер Уормт: Проект Дона Риклза        | Да       | Да             |           | Документальный телефильм                                                                             |
| 2007-08 | Ясновидец                               | Да       |                |           | 3 эпизода                                                                                            |
| 2008    | Воплощение страха                       | Да       |                |           | Эпизод: «В болезни и здравии»                                                                        |
| 2008    | Звёзды представляют: Дамы или господа   |          | Исполнительный |           | Документальный телефильм                                                                             |
| 2009    | Что если…?                              | Да       |                |           | Эпизод: «Пилот»                                                                                      |
| 2011    | Вэнди Либерман по телевизору            |          | Да             |           | Специальный телевизионный стэнд-ап                                                                   |
| 2012    | Компаньоны                              | Да       |                |           | Эпизод: «Скажи»                                                                                      |
| 2021    | Детский сад супергероев                 | Да       | Исполнительный |           | 26 эпизодов                                                                                          |

#### Музыкальные видео
| Год  | Исполнитель   | Видеоклип            | Режиссёр | Продюсер | Сценарист |
| ---- | ------------- | -------------------- | -------- | -------- | --------- |
| 1983 | Майкл Джексон | Thriller             | Да       | Да       | Да        |
| 1985 | Би Би Кинг    | My Lucille           | Да       | Да       |           |
| 1985 | Би Би Кинг    | Into the Night       | Да       | Да       |           |
| 1985 | Би Би Кинг    | In the Midnight Hour | Да       | Да       |           |
| 1985 | Пол Маккартни | Spies Like Us        | Да       |          |           |
| 1991 | Майкл Джексон | Black or White       | Да       |          |           |

## Личная жизнь
Лэндис женат на художнице по костюмам Деборе Нэдулман. У супружеской пары двое детей: сын Макс (1985 г.р., продюсер и сценарист) и дочь Рашель. В интервью BBC Radio режиссёр заявил, что является атеистом. Вместе с семьёй живёт в Беверли-Хиллз (Калифорния).
Лэндис стал одним из многих известных людей, подписавших в 2009 году петицию с требованием освободить режиссёра Романа Полански, арестованного в Швейцарии в связи с обвинением 1977 года в изнасиловании несовершеннолетней с применением наркотиков.

## Происшествия
- В Голливуде были изменены правила съёмок детей в сценах ночью и с обилием спецэффектов после катастрофы вертолёта, произошедшей на съёмочной площадке 23 июля 1982 года во время съёмок фильма «Сумеречная зона», в результате чего актёру Вику Морроу отрубило голову лопастью винта, а также погибли два ребёнка 6 и 7 лет. Трагедия привела к уголовному разбирательству и разрыву дружеских отношений между Лэндисом и Стивеном Спилбергом.